# Mareeba
Mareeba ist eine Stadt in den Atherton Tablelands, im nördlichen Queensland, Australien und ist Sitz des Tablelands Regional Council. Sie liegt am Kennedy Highway etwa 60 Kilometer westlich von Cairns und ist somit auch Ausgangspunkt für Fahrten in den Outback Richtung Chillagoe.
In Mareeba beginnt der Mulligan Highway nach Cooktown. 
Der Name des 1877 gegründeten Ortes kommt von einem Aboriginal-Wort, das „Zusammenfluss der Gewässer“ bedeutet und sich auf den Barron und Granite River bezieht. 
Mareeba ist das Herz der australischen Tropenfrucht- und Kaffeeindustrie. Von hier kommen viele der Macadamias, Cashews, Litschis, Ananas und Mangos.